# Piancogno
Piancogno is een gemeente in de Italiaanse provincie Brescia (regio Lombardije) en telt 4698 inwoners (31-12-2021). De oppervlakte bedraagt 13,6 km², de bevolkingsdichtheid is 316 inwoners per km².
De volgende frazioni maken deel uit van de gemeente: Piamborno.

## Demografie
Piancogno telt ongeveer 1791 huishoudens. Het aantal inwoners steeg in de periode 1991-2001 met 7,1% volgens cijfers uit de tienjaarlijkse volkstellingen van ISTAT.
| Jaar | Inwoneraantal |
| ---- | ------------- |
| 1991 | 3845          |
| 2001 | 4119          |

## Geografie
Piancogno grenst aan de volgende gemeenten: Angolo Terme, Borno, Cividate Camuno, Darfo Boario Terme, Esine, Ossimo.